# Międzybórz (województwo łódzkie)
Międzybórz – wieś w Polsce położona w województwie łódzkim, w powiecie opoczyńskim, w gminie Opoczno.
Wierni kościoła rzymskokatolickiego należą do parafii św. Mikołaja w Libiszowie.

## Położenie
Miejscowość jest położona 7 km na północny wschód od Opoczna. Nazwa wsi wywodzi się od jej położenia pomiędzy lasami (borami). Wieś ta sąsiaduje z wioskami: Zameczek, Wola Załężna, Sobawiny, Libiszów oraz Trzebina. Przez Międzybórz od wschodu przepływa rzeka Drzewiczka.

## Historia

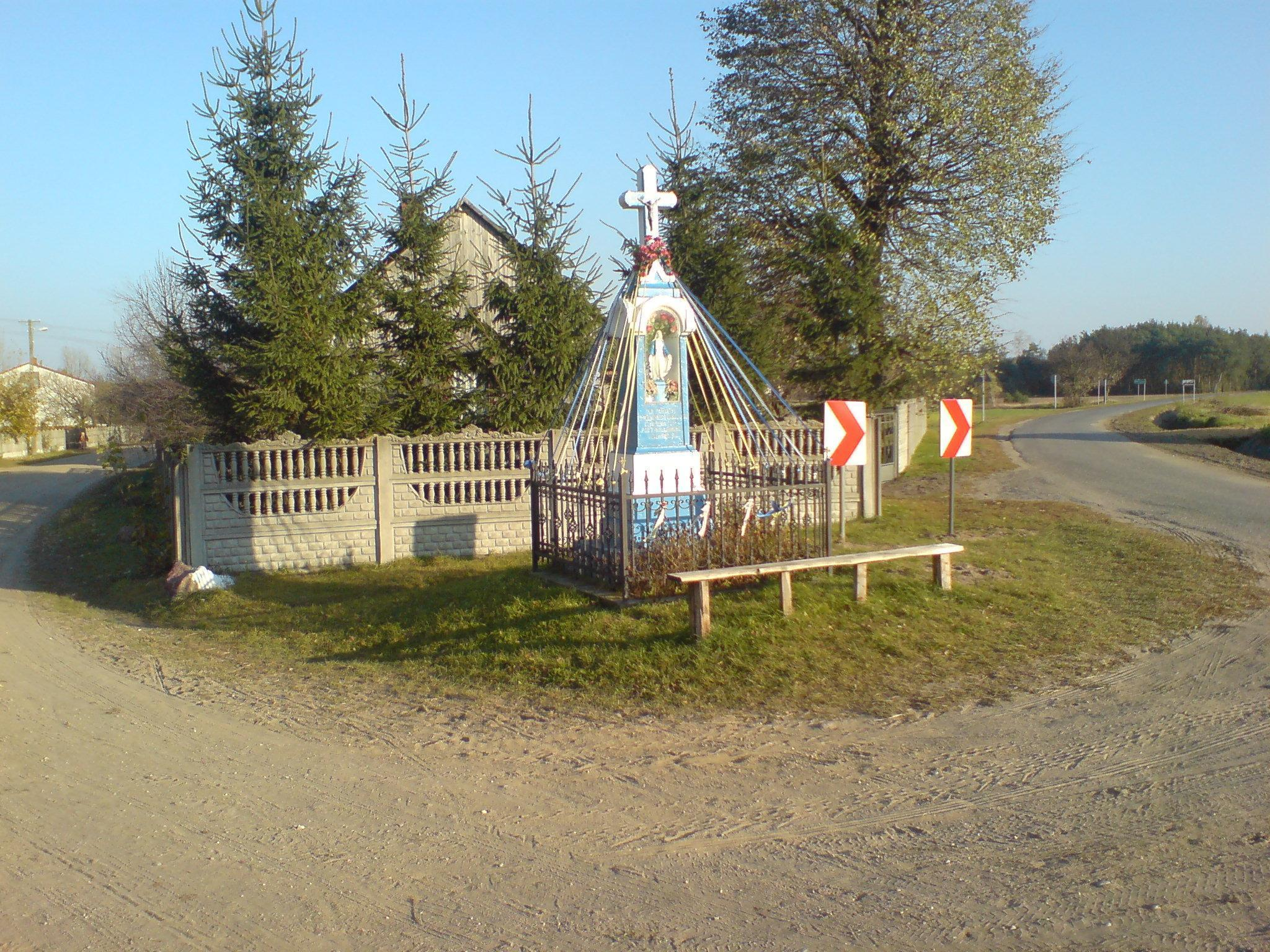
Kapliczka Matki Boskiej wybudowana w 1934r. przez Międzyborzan z opłat od myśliwych

W 1228 r. w czasie wojny Henryka I z Konradem księciem Mazowsza w wyniku klęsk pod Skałą i Wrocieryżem Mazowszanie podjęli odwrót w kierunku Płocka. Wtedy to w pobliżu Międzyborza w celu ochrony przeprawy własnych oddziałów przez Pilicę Konrad oparł się na okolicznych wzgórzach(Sobawinach).
Pomimo zajęcia przez księcia mazowieckiego dogodniejszych pozycji do walki, przegrał on po raz trzeci z wojskami Henryka Brodatego i został tym samym zmuszony do szybkiego wycofania się z Małopolski i powrotu na Mazowsze.
Pierwsze zapiski na temat tej wsi pochodzą z XVI wieku.
Jan Łaski - kanclerz wielki koronny, arcybiskup gnieźnieński żyjący w latach 1456–1531, wspomina, ją pod nazwami "Miedzyborze", "Myedzyborze", "Miedziborze". W lustracji królewszczyzn z lat 1660–1664 zapisano, że od 1510 roku Międzybórz należał do parafii rzymskokatolickiej w Libiszowie.
Następne wzmianki na temat kupna i sprzedaży terenów z tej wsi pochodzą z roku:
- 1799 - gdyż Międzybórz był wówczas własnością Jana Lipnickiego i Bazylego Libiszewskiego.
- 10 grudnia 1824 - własność Antoniny Felicjany z Lipnickich Libiszewskiej
- 24 czerwca 1845 - kupiła Emilia Gasparska z Michałowskich z dziećmi Ksawerą i Józefem
- 6 maja 1855 - kupił Ignacy de Goerscht Drużbacki i Józef Gasparski
- 8 sierpnia 1859 - właściciel Ignacy de Goerscht Drużbacki
- 5 listopada 1861 - kupił Józef Biernawski
- 27 stycznia 1862 - znowu Ignacy de Goerscht Drużbacki
- 5 lipca 1865 - kupił Szalma Kinkelstein
- 22 września 1868 - ze dworu Libiszów do wsi Międzybórz odeszła ziemia z tytułu uwłaszczenia włościan.
- 19 grudnia 1872 - kupili Józef i Marianna Rudnicka
- W końcu XIX w. Międzybórz liczył 15 domów i 144 mieszkańców, 105 mórg ziemi dworskiej i 174 mórg ziemi włościańskich.
- 9 marca 1901 - zaczyna się sprzedaż wśród rolników, kupili m.in. Ludwik Piekarski, Piotr Kośka, Józef Konecki
- 1921 - Międzybórz liczy 33 domy i 184 mieszkańców.
- 1932 - pożar w Międzyborzu, spaliło się wtedy aż 6 zabudowań (domy mieszkalne,stodoły,obory
- 1934 - zostaje wybudowana figurka ufundowana przez mieszkańców wsi z opłat na pozwolenia polowania dla kół łowieckich.
- styczeń 1945 - poległych w tym roku żołnierzy niemieckich pochowano w zbiorowej mogile znajdującej się na terenie dzisiejszego Międzyborza
- 3 maja 1952 - od uderzenia pioruna spaliły się 4 gospodarstwa
- wrzesień 1952 - spaliły się 3 zabudowania gospodarcze
- 1998 - od uderzenia pioruna spaliła się stodoła

- W 1998 roku mieszkańcy Międzyborza na nabożeństwo w parafii Libiszów przygotowali wieniec przedstawiający „Dawną polską wieś”. Wieniec ten na Ogólnopolskim Nabożeństwie na Jasnej Górze w Częstochowie zajął 10 miejsce. Od ówczesnego premiera Jerzego Buzka mieszkańcy otrzymali dyplom i nagrody rzeczowe.
- 27 czerwca 2003 - Rada Miejska w Opocznie uchwaliła Statut Sołectwa Międzybórz
- 26 kwietnia 2007 - Rada Miejska w Opocznie uchwaliła Plan Zagospodarowania Przestrzennego dla Sołectwa Międzybórz
- lipiec 2009 - Międzybórz znalazł się na trasie IX Maratonu Pieszego na 50 km po Ziemi Opoczyńskiej i okolicach
- 13 marca 2011 - wybory na sołtysa i rady sołeckiej
- marzec 2011 - Fundacja "Pamięć" oraz Niemiecki Ludowy Związek Opieki nad Grobami Wojennymi rozpoczęły poszukiwania wszelkich informacji na temat zbiorowej mogiły żołnierzy niemieckich poległych w styczniu 1945 r, znajdującej się na terenie lub w okolicach Międzyborza
- 15 maja 2011 - Automobilklub Tomaszowski wraz z Polskim Związkiem Motorowym oraz firmą Gumax Opoczno zorganizowali na drodze gminnej Międzybórz – Libiszów odcinek rajdu samochodowego KJS I Eliminację Mistrzostw Okręgu Łódzkiego "GUMAX-PREMIO RALLY 2011"

W latach 1948–1969 wieś należała do Gromadzkiej Rady Narodowej w Libiszowie, a w latach 1969–75 do Gromadzkiej Rady Narodowej w Bukowcu Opoczyńskim, a od 1975 należy do gminy Opoczno.
W latach 1975–1998 miejscowość administracyjnie należała do województwa piotrkowskiego.

### Wspomnienia mieszkańców z czasówII wojny światowej
Ważnymi wydarzeniami, które utkwiły najstarszym mieszkańcom wsi z czasów II wojny światowej są:
- Niemcy przeprawiali się przez rzekę Drzewiczkę i byli w Międzyborzu.
- Wojska radzieckie znajdowały się wtedy w okolicach Mroczkowa Gościnnego.
- Niemcy w ostatniej chwili spalili most na rzece i bój który miał być w Międzyborzu odbył się w okolicach Inowłodza. Ludzie mogli wrócić do domów i wieś ocalała.

## Infrastrukturaw Międzyborzu

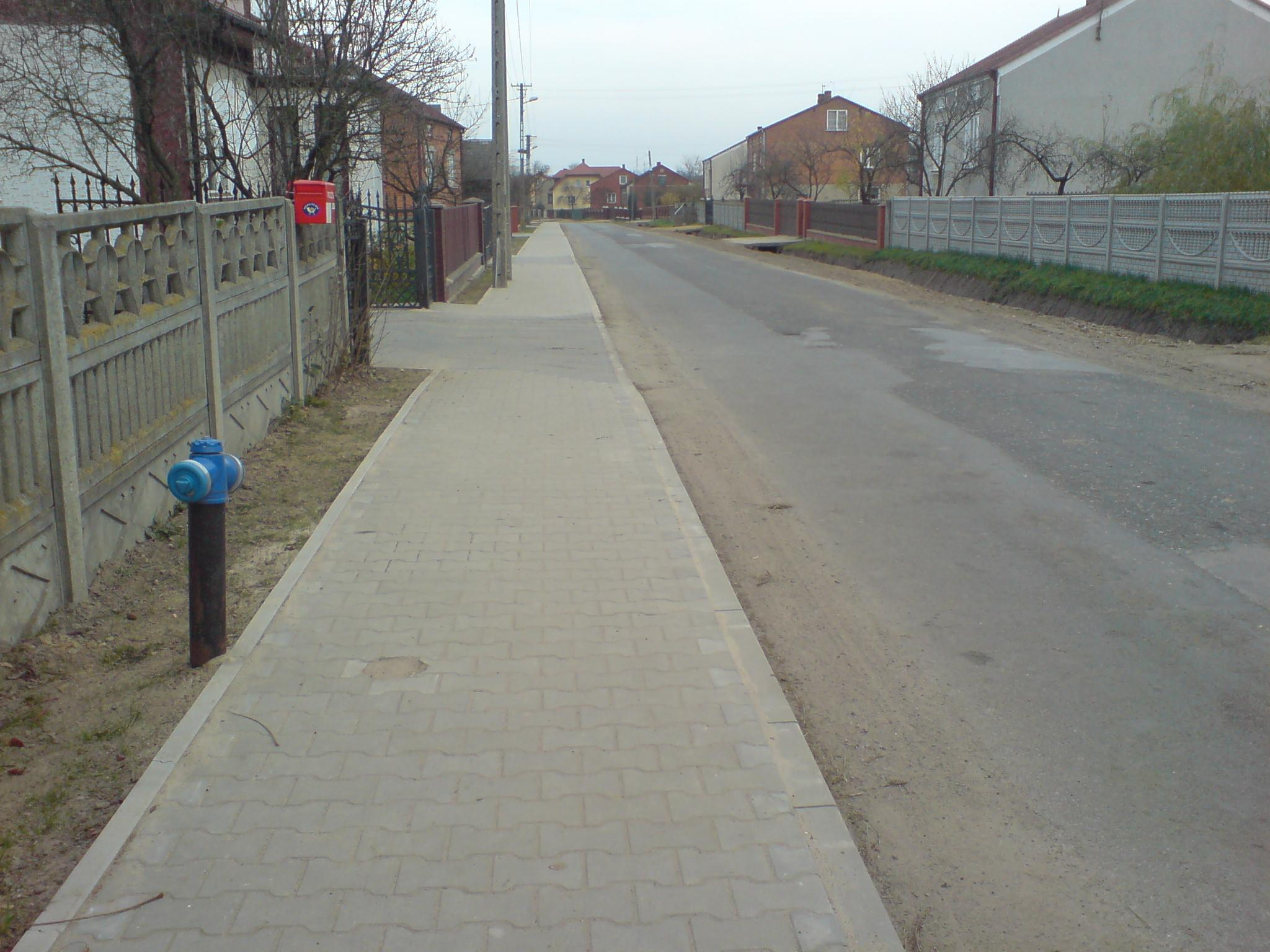
Chodnik

- Międzybórz jest położony przy drodze powiatowej nr 3101E Kozenin – Sławno – Szadkowice – Bukowiec Opoczyński – Międzybórz.
- W Międzyborzu istnieje też droga gminna Libiszów – Międzybórz a także kilka dróg gruntowych.
- W 1959 roku założono prąd elektryczny.
- W 1990 roku zbudowano wodociągi.
- Sieć telekomunikacyjna została założona w 1997 roku.
- W okresie sierpień–wrzesień 2010 r. prowadzona była budowa chodnika w ciągu drogi powiatowej nr 3101E na długości 358 m (jako pierwszy etap całego projektu).
- Przez Międzybórz przebiegają linie autobusowe MPK Opoczno: nr 2 (Międzybórz – Opoczno) oraz nr 8 (Idzikowice – Opoczno).

## Inne
- Charakterystyczną cechą Międzyborza jest zwarta zabudowa domów po obu stronach drogi, więc typ tej wsi to ulicówka.
- Międzybórz należy do rzymskokatolickiej parafii w Libiszowie.
- Dzisiejszy Międzybórz jest wsią o charakterze rolniczym.
- Zwyczajowe nazwy części wsi i pól dawne i obecnie funkcjonujące to:
  - Gęsi rynek, Getto i Trąbki – nazwy mieszkalnych części wsi;
  - Ługi, Niwy, Gaj, Borki, Dworskie Łąki, Sobawińskie, Libiszewskie, Puste, Pastwisko, Piachy, Doły, Przydatek, Ugór – nazwy pól i łąk.
- We wsi jest 1 zakład stolarski i 1 zakład ślusarski.
- był 1 sklep spożywczo-przemysłowy (został zamknięty[kiedy?])[potrzebny przypis]